# Fernando Mendes (football, 1937)
Pour les articles homonymes, voir Fernando Mendes.
Fernando Mamede Mendes est un footballeur portugais, né le 15 juillet 1937 à Seia (Portugal) et mort le 31 mars 2016 à Lisbonne (Portugal). Il évoluait au poste de milieu.

## Biographie
Il passe la grande majorité de sa carrière de joueur et d'entraîneur au Sporting Portugal. Il fait partie de l'équipe remportant la Coupe d'Europe des vainqueurs de coupe 1963-1964, seul trophée européen des lions.
International, il possède 21 sélections en équipe du Portugal de 1959 à 1965. Il se blesse gravement en 1965, lors d'un match contre la Tchécoslovaquie. Il ne participe donc pas à la Coupe du monde 1966.
Il meurt à la suite d'une longue maladie.

## Carrière

### En tant que joueur
- 1956-1968 :  Sporting Portugal
- 1968-1969 :  Atlético Portugal

### En tant qu'entraîneur
- 1974-1975 :  Lusitânia Lourosa
- 1975-1976 :  Atlético Portugal
- 1976-1977 :  SC Vianense
- 1977-1979 :  Sporting Portugal (- 19 ans)
- 1979-1981 :  Sporting Portugal
- 1981-1982 :  CS Marítimo
- 1982-1984 :  CF Belenenses
- 1984-1985 :  Sporting Farense
- 1985-1986 :  CD Trofense
- 1986-1988 :  Sporting Portugal (adjoint)
- 1988-1996 :  Sporting Portugal (- 19 ans)
- 1996 :  Sporting Portugal
- 2001 :  Sporting Portugal

## Palmarès

### En club
Avec le Sporting Portugal :
- Vainqueur de la Coupe des coupes en 1964
- Champion du Portugal en 1958, 1962 et 1966
- Vainqueur de la Coupe du Portugal en 1963